# 沃爾諾瓦哈區
沃爾諾瓦哈區（羅馬化：Volnovaskyi raion）是烏克蘭東部頓涅茨克州的一個區。行政中心設於沃爾諾瓦哈。面积为4457.4平方公里，2021年人口141,797人。

## 历史
2020年，顿涅茨克州区份减少至8个，沃尔诺瓦哈区面积扩大，大諾沃西爾卡區和马林卡区（部分）等地并入该区。

## 行政区划
沃尔诺瓦哈区下分为8个市镇：
- 沃尔诺瓦哈市镇（市级，行政中心：沃爾諾瓦哈）
- 武赫莱达尔市镇（市级，行政中心：武赫萊達爾）
- 大諾沃西爾卡市鎮（镇级，行政中心：大諾沃西爾卡）
- 米尔内市镇（镇级，行政中心：米尔内）
- 奥利亨卡市镇（镇级，行政中心：奥利亨卡）
- 科马尔市镇（村级，行政中心：科马尔）
- 旧姆利尼夫卡市镇（村级，行政中心：旧姆利尼夫卡）
- 赫利博达里夫卡市镇（村级，行政中心：赫利博达里夫卡）